# Austrazenia
Austrazenia là một chi bướm đêm thuộc họ Noctuidae.

## Các loài
- Austrazenia pura (Swinhoe, 1902)
- Austrazenia tusa (Swinhoe, 1902)